# Illa Medni
L'illa Medni o illa del Coure (rus: о́стров Ме́дный, óstrov Medni) és una illa russa situada a la mar de Bering. Amb 186 km² és la segona en extensió de les illes del Comandant, grup pertanyent a les illes Aleutianes. El seu punt més alt s'eleva fins al 640 msnm. Uns 100 metres al nord-oest hi ha dos illots rocosos (Бобровые камни) units per un istme, que junts s'estenen al llarg d'1 quilòmetre.
El clima de l'illa és oceànic temperat amb estius freds i humits i hiverns relativament suaus, la temperatura mitjana anual és de +2,8 °C.
Vitus Bering va explorar l'illa en la seva expedició del 1741. A la fi del segle XIX es va fundar la vila de Preobrajénskoie, els habitants de la qual es van dedicar principalment a la caça de balenes. En la dècada del 1960 la població es va traslladar a l'illa de Bering i la localitat va perdre el seu títol. Fins al 2001, no obstant això, es va mantenir un lloc fronterer. L'illa es troba actualment deserta.